# Politechnika Lubelska
Politechnika Lubelska – państwowa uczelnia techniczna założona w 1953 roku w Lublinie. W ogólnoświatowym rankingu szkół wyższych Webometrics Ranking of World Universities z lipca 2023, opracowanego przez hiszpański instytut Consejo Superior de Investigaciones Científicas uczelnia zajmowała 10. miejsce w Polsce wśród uczelni technicznych, a na świecie 1522. pośród wszystkich typów uczelni. W rankingu „Perspektywy 2023” Politechnika Lubelska zajęła 25. miejsce w kraju, 8. wśród uczelni technicznych oraz 2. w Polsce pod względem innowacyjności.
Politechnika Lubelska jest jedną z pięciu uczelni państwowych w Lublinie, lecz jako jedyna ma profil techniczny. Uczelnia ta oferuje programy kształcenia na poziomie licencjackim, inżynierskim, magisterskim i doktorskim. Większość prowadzonych w Uczelni kierunków studiów posiada pozytywną ocenę jakości kształcenia Polskiej Komisji Akredytacyjnej.
Od chwili powstania Politechnika Lubelska kształci kadrę inżynierską i prowadzi badania naukowe, głównie na potrzeby Lubelszczyzny. Główne kierunki badań naukowych prowadzonych obecnie w uczelni związane są z rozwojem konstrukcji i technologii, ochroną środowiska oraz oszczędnością materiałów i energii. Politechnika Lubelska wykonuje ekspertyzy i prowadzi działalność konsultingową. Efektem prowadzonych tu badań są ponadto liczne publikacje naukowe, a także patenty i prawa ochronne. 
W ostatniej ewaluacji jakości działalności naukowej (2022), Politechnika Lubelska osiągnęła znakomite wyniki – aż dwie dyscypliny uzyskały najwyższą kategorię A+ (inżynieria mechaniczna oraz inżynieria lądowa i transport), a pozostałe uplasowały się w kategoriach A i B+, potwierdzając wysoki poziom badań w niemal wszystkich obszarach naukowych uczelni.

## Historia

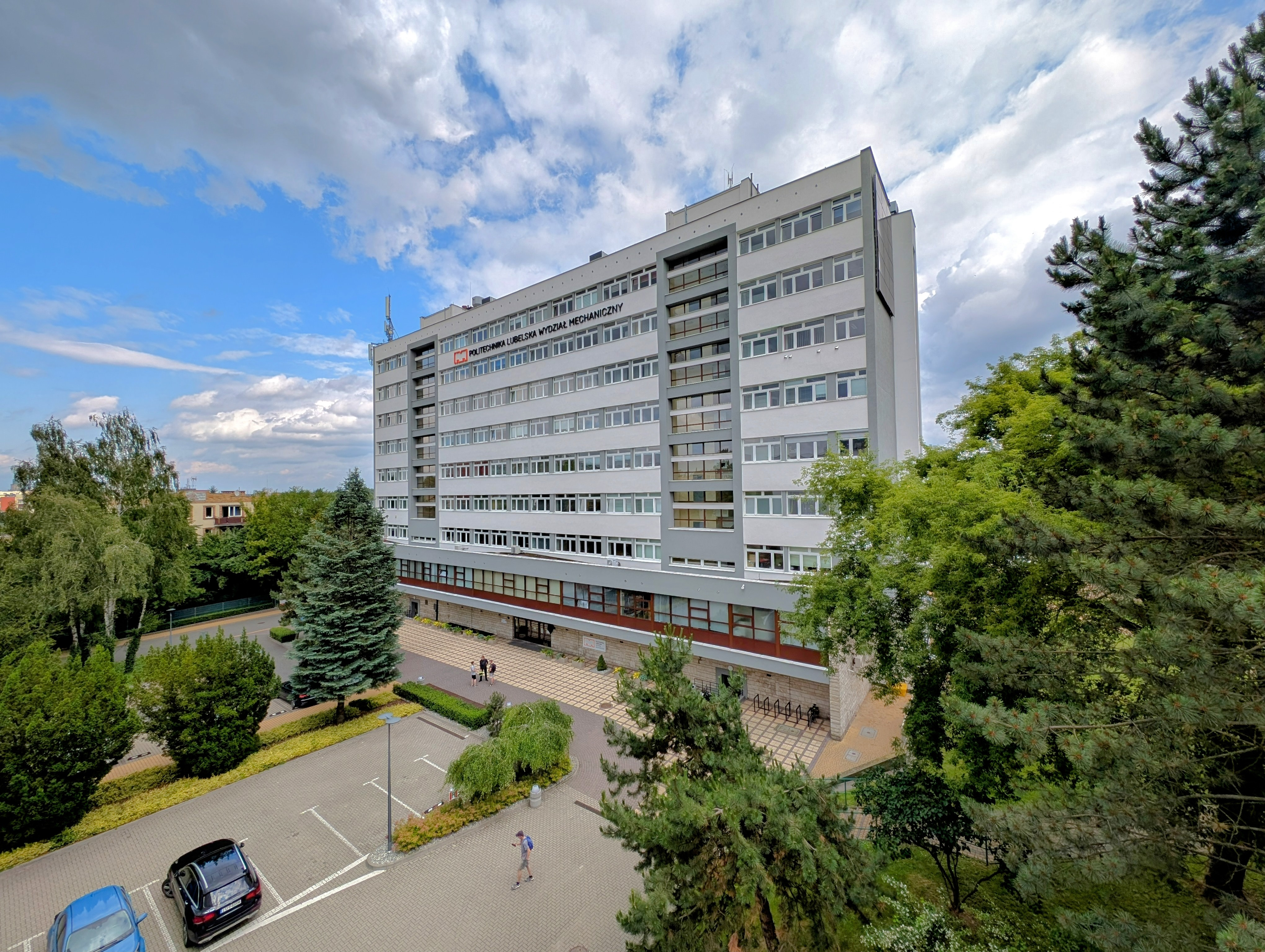
Najstarszy Wydział Uczelni – Mechaniczny

Uczelnia powstała z inicjatywy środowiska techników i inżynierów lubelskich w Lublinie 13 maja 1953 roku jako Wieczorowa Szkoła Inżynierska. Równocześnie z powstaniem szkoły funkcjonować zaczął jej pierwszy wydział – mechaniczny. W 1965 roku uczelnia zmieniła nazwę na Wyższą Szkołę Inżynierską. W tym samym roku powstał Wydział Budownictwa Lądowego, rok wcześniej zaś Wydział Elektryczny. Głębokie przeobrażenia na uczelni przyniosły lata 70. XX wieku. W 1977 roku Wyższą Szkołę Inżynierską przemianowano na politechnikę.
W 1988 r. utworzono wydział Zarządzania i Podstaw Techniki, który z dniem 28 grudnia 2007 r. przekształcony został w Wydział Zarządzania. W 2003 r. Wydział Elektryczny został przekształcony w Wydział Elektrotechniki i Informatyki. Od grudnia 2007 r. w Uczelni funkcjonuje szósty wydział – Wydział Podstaw Techniki.

### Poczet rektorów
1. prof. Stanisław Ziemecki (1953–1956)
2. prof. Stanisław Podkowa (1956–1973)
3. prof. Włodzimierz Sitko (1973–1981)
4. prof. Jakub Mames (1981–1982)
5. prof. Andrzej Weroński (1982–1984)
6. prof. Włodzimierz Sitko (1984–1990)
7. prof. Włodzimierz Krolopp (1990–1993)
8. prof. Iwo Pollo (1993–1996)
9. prof. Kazimierz Szabelski (1996–2002)
10. dr hab. inż. Józef Kuczmaszewski, prof. PL (2002–2008)
11. prof. dr hab. Marek Opielak (2008–2012)
12. prof. dr hab. inż. Piotr Kacejko (2012–2020)
13. prof. dr hab. inż. Zbigniew Pater (od 2020)

## Władze uczelni
W kadencji 2024–2028:

### Władze rektorskie
| Stanowisko                                 | Imię i nazwisko                    |
| ------------------------------------------ | ---------------------------------- |
| Rektor                                     | prof. dr hab. inż. Zbigniew Pater  |
| Prorektor ds. nauki                        | prof. dr hab. inż. Wojciech Franus |
| Prorektor ds. studenckich                  | prof. dr hab. inż. Paweł Droździel |
| Prorektor ds. cyfryzacji i komercjalizacji | dr hab. inż. Konrad Gromaszek      |

### Władze administracyjne
| Stanowisko | Imię i nazwisko           |
| ---------- | ------------------------- |
| Kanclerz   | mgr inż. Mirosław Żuber   |
| Kwestor    | dr Joanna Żukowska-Kalita |

## Wydziały i kierunki kształcenia

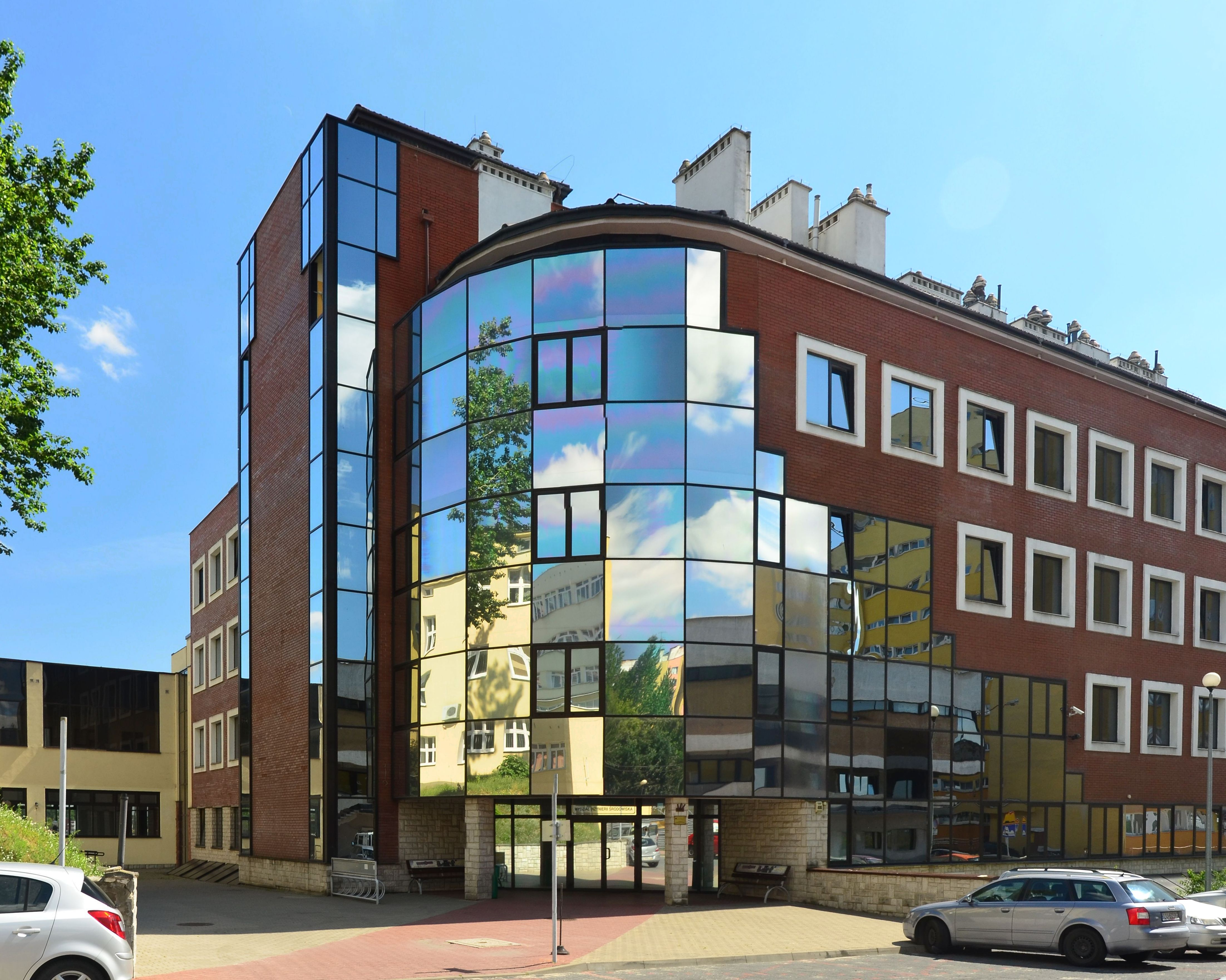
Wydział Inżynierii Środowiska

Obecnie Uczelnia daje możliwość podjęcia studiów pierwszego i drugiego stopnia na dwudziestu czterech kierunkach prowadzonych w ramach sześciu wydziałów.
- Wydział Budownictwa i Architektury
  - Architektura
  - Budownictwo
- Wydział Elektrotechniki i Informatyki
  - Elektrotechnika
  - Informatyka
  - Inżynieria Multimediów
  - Inżynierskie zastosowania informatyki w elektrotechnice
- Wydział Inżynierii Środowiska
  - Inżynieria odnawialnych źródeł energii
  - Inżynieria środowiska
- Wydział Mechaniczny
  - Inżynieria Materiałowa
  - Inżynieria Biomedyczna
  - Inżynieria Produkcji
  - Mechanika i Budowa Maszyn
  - Mechatronika
  - Transport
  - Zarządzanie i Inżynieria Produkcji
  - Robotyzacja Procesów Wytwórczych
- Wydział Podstaw Techniki
  - Edukacja techniczno – informatyczna
  - Inżynieria bezpieczeństwa
  - Matematyka
  - Inżynieria i analiza danych
- Wydział Zarządzania
  - Zarządzanie
  - Inżynieria logistyki
  - Finanse i Rachunkowość
  - Marketing i Komunikacja rynkowa

w zakresie 16 kierunków studiów pierwszego stopnia, w tym na studiach drugiego stopnia w ramach 12 kierunków. Studia drugiego stopnia trwają trzy lub cztery semestry (w zależności od kierunku studiów). Rekrutacja na studia prowadzona jest dwukrotnie w ciągu roku akademickiego – w ramach rekrutacji zimowej (czerwiec–wrzesień) oraz rekrutacji letniej (styczeń–luty).
Do dziś uczelnię ukończyło ponad 41 tysięcy absolwentów.

## Jednostki ogólnouczelniane
W Politechnice działają podległe rektorowi jednostki ogólnouczelniane, którymi są:
- Biblioteka,
- Biuro Karier i Współpracy z Otoczeniem Społeczno-Gospodarczym,
- Biuro Kształcenia Międzynarodowego,
- Biuro Rzecznika Patentowego,
- Centrum Promocji i Informacji,
- Centrum Informatyczne,
- Centrum Informacji Naukowo-Technicznej,
- Centrum Innowacji i Zaawansowanych Technologii,
- Lubelski Inkubator Przedsiębiorczości,
- Lubelskie Centrum Transferu i Technologii,
- Uczelniane Biuro Projektów.

## Baza akademicka

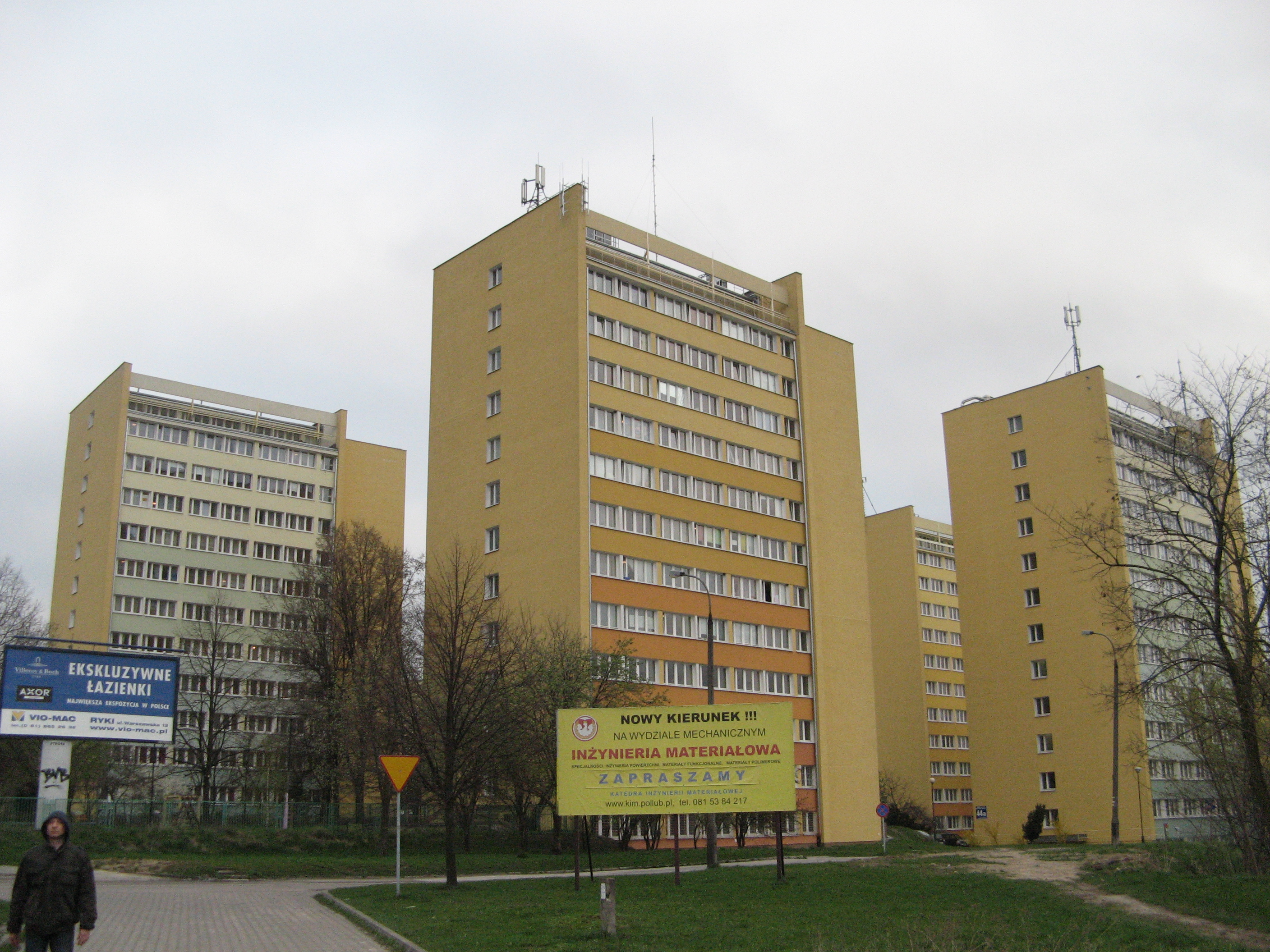
Akademiki

Obejmuje 14 budynków dydaktycznych umiejscowionych we właściwej części Miasteczka Akademickiego Politechniki Lubelskiej (część z nich to zabytkowe dworki) pomiędzy ul. Nadbystrzycką a doliną rzeki Bystrzycy (na południe od centrum Lublina). W bezpośrednim sąsiedztwie Politechniki baza żywieniowa, połączenia komunikacyjne, 4 domy studenckie, kilka klubów i hala sportowa. Baza administracyjna uczelni w dużej części znajduje się w zabytkowych budynkach dawnego pałacu Sobieskich przy ul. Bernardyńskiej (w centrum miasta).

## Życie studenckie

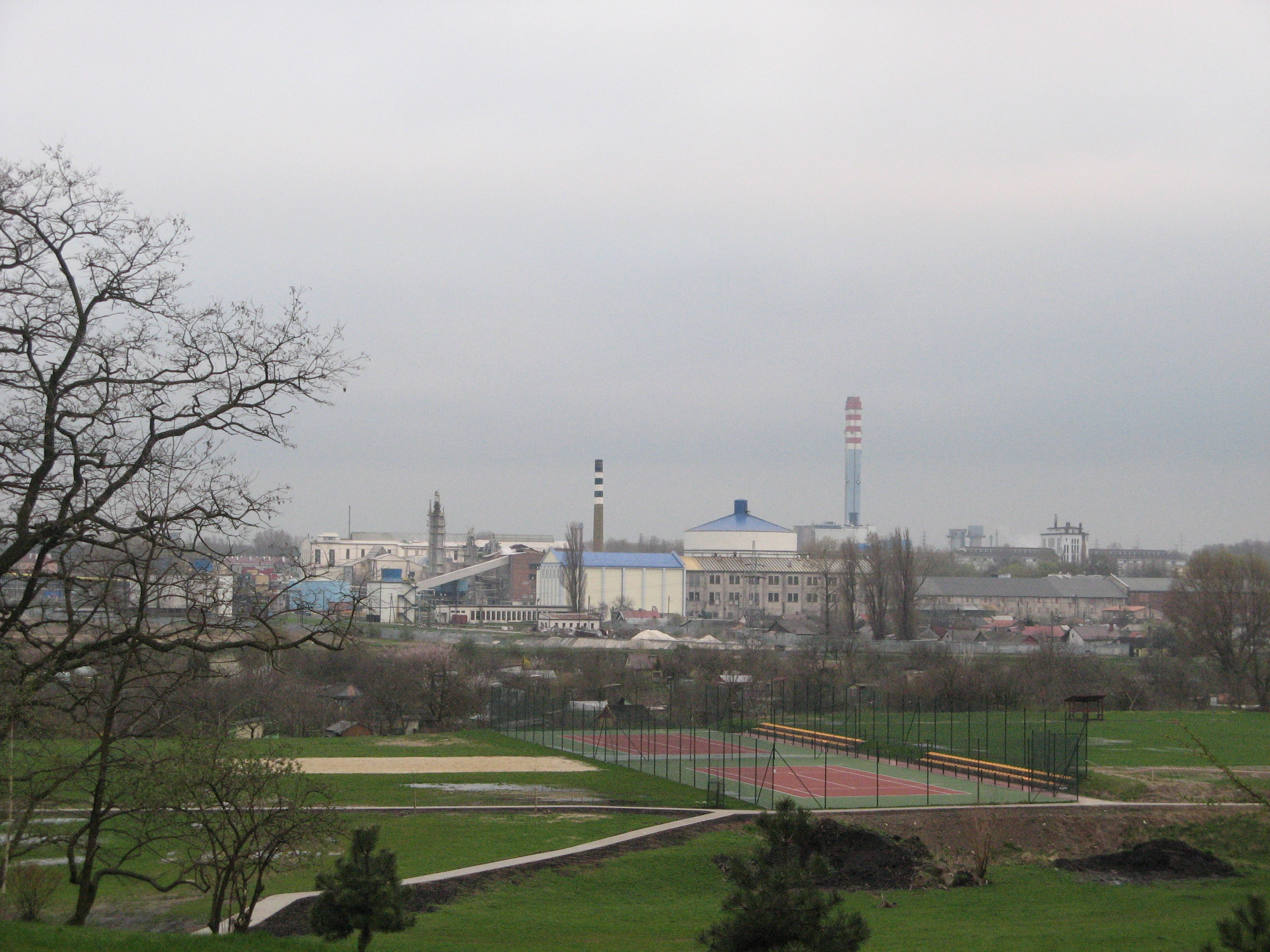
Korty przy Politechnice Lubelskiej

W ramach Politechniki działają liczne organizacje studenckie, m.in.:
- Samorząd Studentów Politechniki Lubelskiej
- Czasopismo Studentów Politechniki Lubelskiej „Plagiat”
- Studencka Agencja Fotograficzna (SAF)
- Studencka Inicjatywa Kulturalna StuArt

Przy uczelni działają również instytucje kulturalne, takie jak:
- Chór Politechniki Lubelskiej
- Zespół Tańca Ludowego „KRAJKA”
- Formacja Tańca Towarzyskiego Politechniki Lubelskiej „GAMZA”
- Grupa Tańca Współczesnego
- liczne zespoły muzyczne (m.in. grupy „Tequila”, „Silver Spoon” i „Kwadżabro”)

Prężnie działają także kluby sportowe:
- Klub Uczelniany AZS Politechnika Lubelska
- Klub Płetwonurków „PASKUDA”
- Sekcja Strzelectwa Sportowego Klubu Uczelnianego AZS PL
- Klub Kick-boxingu
- Yacht Club Politechniki Lubelskiej
- Koło Wędkarskie „ESOX”